# Mario Saralegui
Mario Saralegui, vollständiger Name Mario Daniel Saralegui Iriarte, (* 24. April 1959 in Artigas) ist ein ehemaliger uruguayischer Fußballspieler und heutiger -trainer. Seit Ende August 2020 ist er Trainer von Peñarol Montevideo.

## Spielerlaufbahn

### Vereinskarriere
Der 1,79 Meter große Saralegui spielte im Rahmen seiner Vereinskarriere zunächst von 1978 bis 1985 für Peñarol Montevideo in der Primera División. In dieser Zeit gewann er mit den Aurinegros 1982 die Copa Libertadores und stand auch im Folgejahr im Endspiel dieses Wettbewerbs. Ebenfalls triumphierte man 1982 im Weltpokal. Auf nationaler Ebene steht in diesem Zeitraum der Gewinn von fünf Meisterschaften für seinen Club zu Buche (1978, 1979, 1981, 1982, 1985). In der Spielzeit 1985/86 bestritt er in Spaniens Segunda División 24 Ligaspiele für den FC Elche. Ein Tor erzielte er dabei nicht. Schon in der Folgesaison stand er nach Südamerikarückkehr im Kader des argentinischen Hauptstadtklubs River Plate. In der Saison 1987/88 schloss er sich Estudiantes de La Plata an und traf bei 18 Erstligaeinsätzen einmal ins gegnerische Tor. In den Jahren 1989 und 1990 war erneut Peñarol sein Arbeitgeber, bevor er noch im selben Jahr ein Engagement in der Serie A Ecuadors bei Barcelona SC antrat. Dort erreichte er ein weiteres Mal das Finale der Copa Libertadores. Für das Jahr 1991 ist in dem Andenstatt der Verein Emelec als letzte Karrierestation der aktiven Laufbahn für ihn verzeichnet.

### Nationalmannschaft
Saralegui holte mit dem uruguayischen U-20-Nationalteam den Titel bei der U-20-Fußball-Südamerikameisterschaft 1977 (sieben Spiele/kein Tor) in Venezuela und belegte bei der Junioren-Fußballweltmeisterschaft desselben Jahres mit der Mannschaft den vierten Rang. Der Mittelfeldspieler war auch Mitglied der uruguayischen A-Nationalmannschaft, mit der er an der Fußball-Weltmeisterschaft 1986 teilnahm. 1982 gehörte er zum Aufgebot Uruguays, das den Nehru Cup gewann. Dabei erzielte er beim 3:1-Sieg gegen die indische Auswahl einen seiner beiden Länderspieltreffer. Insgesamt absolvierte er für sein Heimatland von seinem Debüt am 31. Mai 1979 bis zu seinem letzten Einsatz am 13. Juni 1986 29 Länderspiele, bei denen er zweimal ins gegnerische Tor traf.

### Erfolge

#### Verein
- Copa Libertadores (1982)
- Weltpokal (1982)
- 5× Uruguayischer Meister (1978, 1979, 1981, 1982 und 1985)

#### Nationalmannschaft
- Junioren-Südamerikameister 1977
- Nehru Cup 1982

## Trainerlaufbahn
Saralegui begann nach seiner aktiven Karriere seine Trainerlaufbahn 1996 als Coach der Departamento-Auswahl von Artigas. Im Folgejahr war er in dieser Funktion bei Frontera Rivera Chico tätig. Von 2000 bis 2002 trainierte er im Nachwuchsbereich die Formativas von Peñarol. 2002 bis 2003 folgte dann eine Station beim Club Wanderers de Artigas. 2003 übernahm er erneut die Auswahl von Artigas. 2005 hatte er eine Anstellung als Jugendkoordinator bei Peñarol, bei denen er im Folgejahr zunächst die Reservemannschaft in der Tercera División betreute. Schließlich wurde er 2006 zum Trainer der Erstligamannschaft befördert. Bereits im selben Jahr stand er anschließend als Trainer beim Uruguay Montevideo FC in der Verantwortung. 2007 wirkte er in dieser Position beim Club Atlético Progreso.
Saralegui war sodann in einer zweiten Amtszeit 2008 bis 2009 abermals Cheftrainer der Erstligamannschaft Peñarols. Bei den Aurinegros, mit denen er in der Clausura 2008 den Titel der Halbserie gewann und Uruguayischer Vizemeister jener Saison wurde, schied er im Januar 2009 nach der 0:3-Niederlage im Clásico bei der Copa Bimbo aus. Mitte Dezember 2009 wurde er als neuer Trainer Central Españols in der Nachfolge Ruben Silvas vorgestellt. Dort arbeitete er mit Co-Trainer Rubén Paz und Gabriel Souza als preparador físico zusammen. Als Nachfolger von Jorge Luis Pinto trainierte er von Ende August 2010 bis April 2012 den ecuadorianischen Verein CD El Nacional. Vom 15. April 2012 bis zu seinem aufgrund der erzielten schlechten Ergebnisse – seine Mannschaft gewann lediglich eins von acht Spielen und musste fünf Niederlagen bei zwei Unentschieden hinnehmen – erfolgten Rücktritt am 20. Juni 2012 war er als Nachfolger Fabián Bustos’ Trainer von Técnico Universitario. Das mit ihm tätige Trainergespann setzte sich in Ambato aus Venancio Ramos und Gabriel Souza zusammen. Seit dem 10. Spieltag der Clausura 2013 war er als Nachfolger von Ariel De Armas Trainer beim uruguayischen Erstligisten Juventud. Dort standen ihm als Assistent Rubén Paz sowie Gabriel Souza (Preparador Fisico) und Leonel Pintos (Torwarttrainer) zur Seite. Am 3. November 2013 trat er nach einer Niederlage gegen Fénix von seinem Amt zurück. Juventud lag zu diesem Zeitpunkt mit sieben erzielten Punkten nach neun Spieltagen auf dem vorletzten Tabellenplatz. Seine Bilanz in Las Piedras wies am Ende insgesamt fünf Siege, drei Unentschieden und sieben Niederlagen auf. Von Juli 2014 bis Oktober 2014 trainierte er in Ecuador CD Olmedo. Am 16. Oktober 2014 übernahm er die vakante Trainerposition beim Tabellenletzten Tacuarembó FC in Uruguays höchster Spielklasse. Dieses Engagement endete im Dezember 2014. Nachdem am 26. Mai 2015 von offizieller Seite vermeldet wurde, dass er in Nachfolge seines Landsmanns Tabaré Silva das Traineramt bei Deportivo Quito übernehmen werde, scheiterte seine Verpflichtung jedoch bereits am Folgetag an klubinternen Widerständen. Am 23. Februar 2016 wurde er als Trainer vom zu diesem Zeitpunkt in akuter Abstiegsgefahr befindlichen uruguayischen Erstligisten Liverpool Montevideo verpflichtet und erhielt einen Vertrag bis zum Saisonende.